# Elena Lasconi
Elena Lasconi, née le 20 avril 1972 à Hațeg (Hunedoara), est une journaliste et femme politique roumaine.
Présidente du parti libéral Union sauvez la Roumanie (USR), elle se présente aux élections présidentielles de 2024 – qui est annulée alors qu'elle est qualifiée pour le second tour – et de 2025, où elle finit en cinquième position.

## Situation personnelle

### Origines
Elena Lasconi est issue d'une famille modeste.

### Formation
Elle étudie au Collège national pédagogique La Reine Marie de Deva, où elle obtient un baccalauréat en 1990. Elle suit les cours de l’université écologique Traian de Deva, où elle obtient en 2001 un diplôme de tourisme et de management commercial.
Elle intègre en 1999 la BBC School of Télévision. 

## Parcours politique

### Débuts
Elena Lasconi devient journaliste, avant de se lancer en politique en vue des élections municipales de 2020, à l'issue desquelles elle est élue maire de Câmpulung, réélue en 2024.
Après avoir déclaré avoir soutenu le « oui » lors du référendum constitutionnel roumain de 2018 relatif à la définition de la famille, elle est exclue de la liste des candidats du parti lors des élections européennes de 2024 en Roumanie. Elle soutient par la suite l'union civile pour les couples homosexuels.

### Présidente de l'USR
Elena Lasconi est élu présidente de l'Union sauvez la Roumanie (USR) en juin 2024. Elle prend ainsi la tête d'un parti libéral, malgré ses positions conservatrices.
En octobre 2024, elle annonce le dépôt d'une motion de censure contre le gouvernement de Marcel Ciolacu.

### Élection présidentielle de 2024

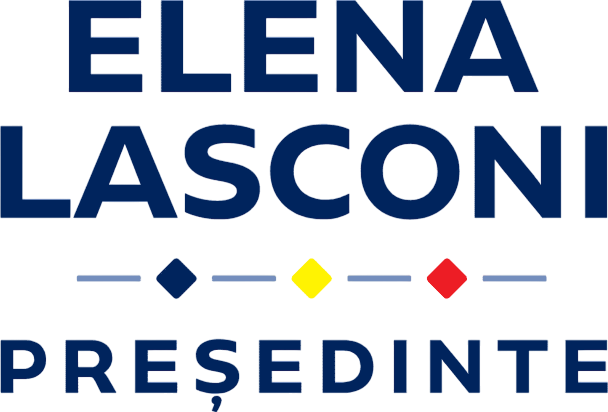
Logo de campagne présidentielle d'Elena Lasconi en 2024.

Elena Lasconi se présente à l'élection présidentielle de 2024 en tant que candidate de l'Union sauvez la Roumanie (USR).
Au premier tour, elle arrive en deuxième position, devançant de justesse le Premier ministre social-démocrate, Marcel Ciolacu, et derrière le candidat indépendant d'extrême droite Călin Georgescu.
Aux élections parlementaires qui suivent, l'USR arrive quatrième, en recul par rapport aux élections de 2020.

### Élection présidentielle de 2025

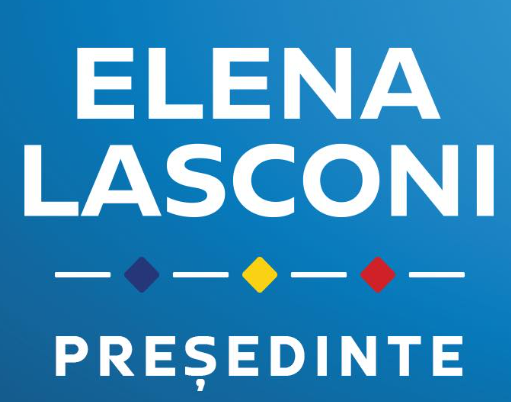
Logo de campagne présidentielle d'Elena Lasconi en 2025.

À deux jours du second tour, l'élection présidentielle de 2024 est annulée par la Cour constitutionnelle en raison d'accusations d'ingérence russe en faveur de Călin Georgescu. Elena Lasconi dénonce alors une décision « illégale et immorale », « écrasant l’essence même de la démocratie ».
Candidate à l'élection présidentielle de 2025, elle perd le soutien de son parti au profit du maire de Bucarest, Nicușor Dan, le mois précédant le premier tour. Elle termine en cinquième position avec 2,68% des suffrages exprimés.

## Positions politiques
Centriste, Elena Lasconi est pro-Union européenne et pro-OTAN.